# Distrito 5 (Nebraska)
El distrito 5 (en inglés: 5 District) es distrito ubicado en el condado de Webster en el estado estadounidense de Nebraska. En el año 2010 tenía una población de 757 habitantes y una densidad poblacional de 525,68 personas por km².

## Geografía
El distrito 5 se encuentra ubicado en las coordenadas 40°5′18″N 98°31′18″O / 40.08833, -98.52167. Según la Oficina del Censo de los Estados Unidos, el distrito tiene una superficie total de 1.44 km², de la cual 1.44 km² corresponden a tierra firme y (0%) 0 km² es agua.

## Demografía
Según el censo de 2010, había 757 personas residiendo en el distrito 5. La densidad de población era de 525,68 hab./km². De los 757 habitantes, el distrito 5 estaba compuesto por el 95.38% blancos, el 0.92% eran afroamericanos, el 0.4% eran amerindios, el 0.4% eran asiáticos, el 0% eran isleños del Pacífico, el 1.32% eran de otras razas y el 1.59% pertenecían a dos o más razas. Del total de la población el 4.49% eran hispanos o latinos de cualquier raza.